# Moroziwka (obwód ługański)
Moroziwka (ukr. Морозівка) – wieś na Ukrainie, w obwodzie ługańskim, w rejonie starobielskim, w hromadzie Miłowe. W 2001 liczyła 994 mieszkańców, wśród których 928 wskazało jako ojczysty język ukraiński, 63 rosyjski, a 3 białoruski.